# أليسون هاغود
أليسون هاغود (بالإنجليزية: E. Allison Hagood)‏ (ولد في 20 يوليو 1966) هي بروفيسورة أمريكية في علم النفس ومؤلفة في تشخيص وعلاج اضطرابات نفسية الكبار (مع التخصص في الفصام)، وعلم النفس المعرفي، وعلم الأعصاب. قامت هاغود مؤخرا بتأليف كتاب حول الجدل حول استخدام اللقاح، وتوفير المعلومات لدعم قرار أحد الوالدين بتلقيح أطفالهم، بعنوان أفضل طفل في اللقطة : لماذا اللقاحات آمنة لانقاذ الأرواح.

## سيرتها الذاتية
ولدت أليسون هاغود في إيسلي (كارولاينا الجنوبية) في عام 1966. وحصلت على بكالوريوس الآداب في علم النفس في جامعة هارفارد وماجستير الآداب في علم النفس السريري من جامعة كولورادو. خلال دراستها العليا في جامعة كولورادو، شاركت هاغود في تأليف مقالة عن أهمية توجيه أعضاء هيئة التدريس لأعضاء هيئة التدريس المبتدئين. هاغود حاليا أستاذة علم النفس في كلية أراباهو في ليتلتون (كولورادو).

## الجدل حول اللقاحات
هاجود والمؤلف المشارك ستايسي مينتزر هيرليهي، جنبا إلى جنب مع مقدمة من قبل بول أ. أوفيت، واحدة من أبرز الخبراء في اللقاحات، قاموا بنشر كتاب بعنوان : أفضل طفل في اللقطة : لماذا اللقاحات آمنة لانقاذ الأرواح"Your Baby's Best Shot: Why Vaccines Are Safe and Save Lives". في عام 2012. وفقا لوصف الكتاب، تم كتابة الكتاب للآباء والأمهات الذين يفتقرون إلى خلفية علمية أو طبية والذين قد يتم الخلط بينهم من خلال المعلومات المتضاربة في الجدل المستمر حول اللقاح. يحاول الكتاب إقناع أولياء الأمور بأن اللقاحات آمنة وفعالة، ويجادل بأن بعض المخاوف، مثل الاعتقاد بأن جدل لقاح الحصبة والنكاف والحصبة الألمانية تسبب التوحد، ليست مدعومة علميا. وكانت مراجعات الكتاب مواتية بشكل عام، بل وربما تقنع أولئك الذين يعارضون اللقاحات بتلقيح أطفالهم. ولاحظ استعراض آخر في مجلة الآباء أن الكتاب يمكن أن يكون موردا كبيرا للآباء والأمهات الذين يستعدون لتطعيم أطفالهم.

## فهرس
- E. Allison Hagood؛ Stacy Mintzer Herlihy؛ قالب:Ill-WD2Paul A. Offit (foreword) (2012). Your Baby's Best Shot: Why Vaccines Are Safe and Save Lives. Lanham, Md: Rowman & Littlefield Publishers. ISBN:1-4422-1578-X. مؤرشف من الأصل في 2022-06-19.{{استشهاد بكتاب}}:  صيانة الاستشهاد: أسماء عددية: قائمة المؤلفين (link)